# Neuroética
La neuroética es el estudio de las cuestiones éticas, legales y sociales que surgen cuando los hallazgos científicos sobre el cerebro se llevan a la práctica médica, las interpretaciones legales y la política social y de salud. La neuroética es un subcampo dentro del dominio más amplio de la bioética, que abarca las implicaciones éticas y morales de todos los avances biológicos y médicos. 

## Importancia biomédica
Cada vez se adquiere nuevos conocimientos sobre cómo funciona el cerebro humano y cómo los especialistas en medicina pueden afectar su función. Esto ha dejado de ser puramente teórico, sino que tiene consecuencias éticas muy reales.
Se dice que la neuroética es la moral aplicada al dominio del cerebro, ya que trata acerca de los beneficios y los peligros potenciales de las investigaciones modernas sobre el cerebro, e igualmente se interroga sobre la conciencia, sobre el sentido de sí y sobre los valores que el cerebro desarrolla. La neuroética está en la interfaz de las ciencias empíricas del cerebro, de la filosofía del espíritu, de la filosofía moral, de la ética y de las ciencias sociales, y puede ser considerada, en virtud de su carácter interdisciplinario, como una subdisciplina de las neurociencias, de la filosofía o de la bioética en particular, en función de la perspectiva que se desea privilegiar.

## Comienzos y alcances
Surge como consecuencia del progreso de las técnicas de formación de imágenes del cerebro que, si bien por un lado han permitido un incremento del conocimiento sobre el mismo, por otro han generado una serie de cuestiones éticas relacionadas con la metodología de adquisición de ese conocimiento y su aplicación. Se trata, en consecuencia, de una disciplina que pretende distinguir entre lo técnicamente viable y lo moralmente aceptable (hasta qué punto, por ejemplo, se puede modificar el cerebro con psicofármacos para conseguir cambios conductuales).
Según Bernard Baertschi, autor de uno de los primeros ensayos publicados sobre el tema (La neuroéthique. Ce que les neuroscience font a nos conceptions morales, 2009), la neuroética debe, además, atender a cómo las emociones afectan a nuestras decisiones morales y a la relación entre responsabilidad y libertad individuales y determinismo cerebral. Los terrenos propios de la neuroética serían los implantes cerebrales, las interfaces máquina-encéfalo, las bases neurales de la conducta y la formación de la conciencia.
La neuroética puede subdividirse en dos áreas con intereses específicos: la ética de la neurociencia (centrada en la práctica y las implicaciones de la comprensión cerebral en la sociedad) y la neurociencia de la ética (centrada en los fundamentos neurológicos del conocimiento moral).
Precedentes a un lado, el punto de partida de los estudios centrados sobre neuroética se produjo en una reunión científica en San Francisco el 13-14 de mayo de 2002.

## La pregunta inicial
La pregunta inicial a la que la neuroética fundamental debe dar respuesta es a la siguiente: ¿Cómo las ciencias naturales pueden profundizar nuestra comprensión del pensamiento moral? Esta pregunta no es nueva, pero lo que sí es relativamente nuevo es la toma de conciencia de la amplitud con que los antiguos problemas filosóficos emergen en el seno de las neurociencias en rápida evolución, tales como el problema de saber si la especie humana posee en cuanto tal un libre albedrío, lo que significa tener una responsabilidad personal o ser un sí mismo, cuáles son las relaciones entre las emociones y la cognición, o entre las emociones y la memoria.
Los principios de la neuroética se establecieron para abordar los rápidos desarrollos dentro de la neurociencia y neuropsiquiatría cognitiva y abarca los hallazgos relacionados específicamente con las ciencias de la mente que abarcan el sistema nervioso central y los mecanismos cerebrales subyacentes del comportamiento humano.

## Neurociencias y normatividad
Con la emergencia de nuevos modelos del cerebro, la conciencia se ha convertido en un objeto de estudio para las neurociencias de una manera mucho más realista de lo que lo había sido hasta entonces, y esto en virtud del hecho de que en adelante serían tenidas en cuenta las propiedades plásticas, creativas y emocionales del cerebro, así como sus características culturalmente inducidas. En consecuencia, y de una manera trascendente, las neurociencias adquirieron una pertinencia normativa, en el sentido de que se volvieron pertinentes para comprender la fuerte inclinación que tienen los humanos para construir sistemas normativos (por esencia emocionales): sistemas morales, sociales, legales, etc. 

## Influencias entre individuo y sociedad
Según la teoría de la epigénesis neuronal, las estructuras socioculturales y las estructuras neuronales se desarrollan en simbiosis y son causalmente pertinentes unas por las otras. La arquitectura de nuestros cerebros determina nuestro comportamiento social, nuestras disposiciones morales inclusive, lo que influye en el tipo de sociedad que creamos. Y viceversa: nuestras estructuras socioculturales influyen en el desarrollo de nuestros cerebros.
Una responsabilidad mayor de la neuroética fundamental, en efecto, consiste en descifrar la red de las conexiones causales entre las dimensiones neurobiológica, sociocultural e histórico-contingente, para evaluar entre ellas cuáles tienen un carácter “universal”, especificado de antemano en nuestro genoma y compartido por la especie humana, y cuáles son relativas a una cultura o a un sistema simbólico determinados.
La Sociedad de Neuroética (www.neuroethicssociety.org) fue establecida en respuesta a los avances en neurociencia cognitiva y neuropsiquiatría y su creciente potencial para una aplicación más amplia en el "mundo real", y en parte al uso de potenciadores cognitivos farmacológicos en individuos sanos. La Sociedad, cuya sede está en Bethesda, Maryland, alberga un grupo de estudiosos, científicos, clínicos, estudiantes y otros profesionales que exploran las discusiones críticas sobre neuroética que amplían este campo en crecimiento.